# Medicina pal·liativa
La medicina pal·liativa és l'especialitat mèdica que centra les seves intervencions i cures a persones amb malalties terminals. Les cures pal·liatives són les atencions, cures i tractaments mèdics i tractaments farmacològics que es donen als malalts en fase avançada i malaltia terminal amb l'objectiu de millorar la seva qualitat de vida i aconseguir que el malalt estigui sense dolor. Èticament, és com a ortotanàsia considerat com una alternativa a l'eutanàsia. L'aplicació de medicina pal·liativa s'anomena cura pal·liativa.

## Definicions
Al llarg de la història s'han donat a conèixer definicions de cures pal·liatives a mans de diferents organitzacions.

### Organització Mundial de la Salut (OMS)
L'OMS defineix les Cures Pal·liatives "com una manera d'abordar la malaltia avançada i incurable que pretén millorar la qualitat de vida tant dels pacients que afronten una malaltia com la dels seus familiars, mitjançant la prevenció i la disminució del sofriment a través d'un diagnòstic precoç, una avaluació adequada i el tractament adequat del dolor i altres problemes tant físics com psicològics i espirituals".

### Societat Espanyola de Cures Pal·liatives
"Les Cures Pal·liatives es basen amb una concepció global, activa i continuada que compren l'atenció als aspectes físics, psicològics, socials i espirituals de les persones en situació terminal, essent així l'objectiu principal el benestar i la promoció de la dignitat i autonomia del malalt i familiars".

### Societat Europea de Cuidats Pal·liatius
"Les Cures Pal·liatives afirmen la vida i consideren la mort com un procés natural: ni l'acceleren ni l'endarrereixen. S'administren per mantenir la millor qualitat de vida possible fins al moment de la mort".

## Objectiu de les cures pal·liatives
Les cures pal·liatives tenen com a objectius millorar la qualitat de vida pacient- familiars, control del dolor i altres símptomes, assistència personalitzada, assistència integral suport a la família, entre d'altres.

## Característiques i objectius dels programes
Alguns entenen les cures pal·liatives com una nova filosofia, una nova manera-de-fer en medicina. Realment, la novetat existeix només en un sentit relatiu. Molts professionals de la medicina sempre, també en els últims temps, han actuat d'acord amb aquest procedir. Les cures pal·liatives representen una novetat només a nivell institucional. És a dir, suposa novetat des del moment en què han sorgit i s'han desenvolupat iniciatives o polítiques sanitàries, programes específics, equips especialitzats, hospitals, unitats, etc.
Les característiques peculiars del sistema de cures pal·liatives, que el diferencien del sistema tradicional d'atenció al malalt en situació terminal, serien les següents:
- En aquest tipus d'assistència la unitat de cura està constituïda pel pacient més la família. És essencial incloure a la família completa per aconseguir que l'atenció al pacient sigui la millor possible.
- L'equip d'assistència és multidisciplinari: metges, infermeres, psicòlegs, treballadors socials, assistents pastorals i personal voluntari.
- Per la situació terminal de malaltia en què es troben els pacients que reben cures pal·liatives, els tractaments emprats enfront del dolor i altres símptomes físics seran principalment d'intenció pal·liativa. A més, l'equip ha de proporcionar el suport necessari per vèncer l'estrès psicosocial i disminuir les preocupacions que afecten a la família ia la majoria dels pacients.
- Gairebé per definició, pel seu caràcter interdisciplinari i per estar centrada en el pacient, la medicina pal·liativa és integradora i no suposa una exclusió d'altres especialistes ni de tractaments actius que tinguin la mateixa intenció pal·liativa i mirin primordialment pel benestar del pacient. Per subratllar la novetat o diferència de les cures pal·liatives en els començaments, aquesta característica integradora ha pogut no estar patent. Modernament, reflectint el major interès en les especialitats relacionades, especialment en geriatria i oncologia, la medicina pal·liativa s'ha inclòs en elles amb denominacions més àmplies com "cures al final de la vida" o "cures continuades en oncologia".
- Les cures pal·liatives suposen on s'implanten un cert canvi estructural per proporcionar garanties d'assistència pal·liativa al malalt terminal en el moment i també en el lloc que es necessiti, i amb les característiques habituals en cures pal·liatives: atenció global per un equip interdisciplinari i que sempre inclogui a la família.